# Klucht
Die Klucht (niederländisch klucht „Posse, Schwank, Farce“, auch Cluyte oder Clute und älter auch Clucht) ist eine Form des Possenspiels, die im niederländischen Spätmittelalter an der Wende zur Neuzeit entstand. Es ist ein kurzes, inhaltlich und formal anspruchsloses Stück, das den mittelalterlichen Schwank- und Fastnachtsspielen nahesteht. Die Handlung dreht sich um Geschichten von listigen Frauen, betrogenen Ehemännern, tölpelhaften Bauern u. a. Motive des Volkstheaters.
Kluchten wurden als komisches Nachspiel zu den Abelespelen aufgeführt. Verbreitung fanden sie u. a. als Sotternie im 14., als Esbatement (von frz. ébattre „sich belustigen“) der Rederijkers im 15. und 16. Jahrhundert. Die bekanntesten Autoren sind Gerbrand Bredero, Anthonis de Roovere, Jakob van Ryndorp, Cornelis Everaert und Matthijs de Castelein. Everaert hinterließ elf, Castelein 36 Kluchten, meist Pickelheringspiele. In späterer Zeit wurden auch Komödien wie z. B. Molières Der Arzt wider Willen als Klucht arrangiert. Sie nahmen eher den Charakter einer sozialen Satire an.

## Anmerkung
1. ↑  zum Begriff „klucht“ bzw. clucht vgl. etwa Willy Louis Braekman: Raadsels in een 'Clucht'-boekje. In: W. L. Braekman (Hrsg.): Een nederlands raadselboek uit de zestiende eeuw (= Scripta. Mediaeval and renaissance texts and studies. Band 15). UFSAL, Brüssel 1985, S. 10–12.